# Bitva u Yorktownu (1781)
Bitva u Yorktownu (28. září – 19. října 1781) a kapitulace britských vojsk lorda Cornwallise představují jedno z posledních velkých střetnutí Americké války za nezávislost.

## Průběh
Spojené síly Francie a amerických separatistů oblehly vojska lorda Cornwallise v oblasti Yorktownu. O naprosté obklíčení se postaralo francouzské námořnictvo, které krátce předtím porazilo britskou flotilu v bitvě u Chesapeake a zablokovalo přístupy z moře. Tato jediná významná porážka, kterou Royal Navy v 18. a 19. století utrpělo, znamenala naprostou katastrofu jak pro Cornwallisovu armádu, tak pro celé britské válečné úsilí ve válce. Spojené síly Američanů a Francouzů převyšovaly Cornwallisovy muže více než dvojnásobně a námořní blokáda odřízla Brity od potřebných dodávek.
Cornwallis se přesto nevzdával, vytvořil okolo Yorktownu několik pásem improvizované obrany a ta zuřivě bránil. Doufal přitom v posily, které měly dorazit od New Yorku a s jejichž pomocí hodlal rozdrtit obléhatele. Brzy se však ukázalo, že převaha nepřátelských děl je příliš velká.
Obléhatelé postupně přes odpor Cornwallisových mužů rozbili obě improvizované linie lehkého opevnění (v podstatě je rozstříleli děly i s každým, kdo se zavčas neskryl) a postupně se propracovali do pozic, odkud měli možnost pálit přímo do britského ležení. Když si zoufalý Cornwallis uvědomil, že posily nedorazí včas, pokusil se nejprve nějaký čas získat nočním útokem na obléhací baterie děl. Kdyby je byl vyřadil, značně by tím obléhatelům narušil plány a měl by šanci vydržet až do příchodu posil, jeho noční útok však zkrachoval. Když pak selhal i následný pokus probít se nečekaným úderem z obklíčení, Cornwallis nabídl kapitulaci.
Porážka vedla k rezignaci britského ministerského předsedy a přesvědčila Británii, že není v jejím zájmu pokračovat ve válce, která se i jinak vyvíjela spíše nerozhodně a odčerpávala z jejího rozpočtu obrovské sumy, aniž by slibovala nějaký větší zisk.